# Rzyszczewo (Sławno)
Rzyszczewo anhörenⓘ (deutsch Ristow) ist ein Dorf in der Woiwodschaft Westpommern in Polen. Es gehört zur Gmina wiejska Sławno (Landgemeinde Schlawe)  im Powiat Sławieński (Schlawer Kreis).

## Geographische Lage
Das Straßendorf Rzyszczewo mit dem Ortsteil Rzyszczewko (Neu Ristow) liegt in Hinterpommern, fünf Kilometer westlich von Sławno. Die Nordgrenze des Ortes bildet der Flusslauf der Moszczenica (Motze). Die Nachbargemeinden sind: im Westen Karwice, im Norden Bolszewo (Rötzenhagen), im Osten Bobrowice (Alt Bewersdorf) und im Süden Smardzewo (Schmarsow). Die Höhenlage des Ortes beträgt 45 Meter über NN.

## Name
Früher war der Name Alt Ristow gebräuchlich im Unterschied zum Ortsteil Neu Ristow und zum Ort Klein Ristow in der 24 Kilometer südlich gelegenen Gemeinde Bukowo (Buckow, Kreis Schlawe). Der Dorfname kommt auch im Belgarder Kreis vor (= Rzyszczewo).

## Ortsgeschichte
In den kriegerischen Auseinandersetzungen zwischen den Herzögen von West- und Ostpommern kommen westpommersche Ritter in das Schlawer Land und lassen sich dort nieder. Unter ihnen ist Gneomar Dobeschitz, dem bisher Kummerow, Kreis Regenwalde, gehört hatte. Er gründet Kummerow (Komorowo) im südlichen Kreis Schlawe. Sein ältester Sohn Johannes nennt sich de Ristow. Die Familie von Ristow geht auf ihn zurück. Ihre Nachkommen nennen sich von Natzmer, in deren Hand Ristow bis 1673 bleibt. Unter dem Besitz derer von Grape, denen auch Karwitz und Quatzow gehören, kommt es zur Anlage von Neu Ristow.
Ristow gehörte immer zu den bedeutendsten Dörfern des Kreises an der alten West-Ost-Straße. 1784 gehören zu dem Dorf drei Vorwerke, eine Wassermühle, eine Ziegelei, zwei Schäfereien, neun Bauern, drei Kossäten und eine Schmiede, zusammen 35 Feuerstellen.
Nach 1804 wechseln die Besitzer des Gutes: Der Familie von Steinkeller folgen die Familien von Bonin, von Mellenthin und Gloxin. Letzte Eigentümerin war Dorothea Bloedorn geborene Gloxin.
Im Jahre 1939 hatte die Gemarkung Ristow eine Größe von 1.357,1 Hektar bei einer Bevölkerungszahl von 412 Einwohnern in 104 Haushaltungen. Letzter Gemeindebürgermeister vor 1945 war Eduard Schröder.
Am 7. März 1945 besetzten Truppen der Roten Armee das Dorf. Die ansässige Bevölkerung wurde vertrieben. Ristow kam in polnische Hand und ist heute als Rzyszczewo eine Ortschaft der Gemeinde Sławno.

### Ortsgliederung vor 1945
Bis 1945 gehörten zur Gemeinde Ristow zwei Wohnplätze:
1. Neu Ristow (Rzyszczewko), Siedlung, 1773 angelegt
2. Friedrichshof (Barnimek), Gutsvorwerk, 1,5 Kilometer südlich des westlichen Dorfanfangs, Schäferei, 400 Schafe

## Amtsbezirk Ristow
Die drei Gemeinden Ristow, Rötzenhagen (Boleszewo) und Schmarsow (Smardzewo) bildeten vor 1945 den Amtsbezirk Ristow im Landkreis Schlawe i. Pom. im Regierungsbezirk Köslin der preußischen Provinz Pommern. Ristow war außerdem Sitz des Standesamtes der drei Gemeinden. Amtsgerichtsbereich war Schlawe.

## Kirche

### Kirchengemeinde
Die Kirchengemeinde (Alt-)Ristow, in die Neu Ristow und Schmarsow eingepfarrt waren, bildete zusammen mit der Filialgemeinde Rötzenhagen das Kirchspiel Ristow, das zum Kirchenkreis Schlawe in der Kirchenprovinz Pommern der evangelischen Kirche der Altpreußischen Union gehörte. 
Im Jahre 1273 war das Patronat der Kirche zu Ristow vom Camminer Bischof Hermann von Gleichen dem Johanniterorden in Schlawe übergeben worden. Dieses Patronat hatte vor 1945 zuletzt die Rittergutsbesitzerin Dorothea Bloedorn inne.
Zum Kirchspiel Ristow gehörten 1940 insgesamt 1222 Gemeindeglieder, von denen 734 zum Bereich Ristow gehörten.
Heute ist Rzyszczewo eine Filialgemeinde in der katholischen Parochie Malechowo und gehört zum Dekanat Sławno im Bistum Köslin-Kolberg der Katholischen Kirche in Polen.  Hier lebende evangelische Kirchenglieder sind dem Pfarramt Koszalin (Köslin) in der Diözese Pommern-Großpolen der polnischen Evangelisch-Augsburgischen Kirche zugeordnet.

### Pfarrkirche
Die Gründungszeit der Ristower Kirche dürfte im 13. Jahrhundert liegen, und mit dem massiven Westturm, in Ziegeln auf Feldsteinsockel, eines der ältesten Kirchen im Kreis Schlawe überhaupt. Im Laufe der Zeit hat es zahlreiche Umbauten an Turm und Langhaus gegeben. 
Im Innern waren die Wände getüncht. Altar und Kanzel waren verbunden. Der Altaraufbau war mit Flachreliefs aus dem 16. Jahrhundert geschmückt. Bei Renovierungsarbeiten in den 1970er-Jahren soll unter dem Altar eine bisher nicht bekannte Gruft gefunden worden sein.
Im Jahre 1945 wurde die Kirche als Stall für die Pferde des russischen Militärs benutzt. Die Inneneinrichtung wurde zerstört. Dennoch benutzten die in Ristow und Umgebung nach 1945 verbliebenen Deutschen das Gebäude zum Gottesdienst.

### Pfarrer
1. Georg Salemann, 1565/1590
2. Lukas Salemann (Sohn von 1.), 1600
3. Petrus Zauder, 1610
4. Andreas Ventzke, ?–1651
5. Daniel Steger, 1652–?
6. Joachim Görich, 1692
7. Christoph Jakob Neudorff, 1699–?
8. Miachel Brittal, 1732–1774
9. Friedrich Balthasar Westphal, 1775–1827
10. Georg Albert Theodor Müller, 1827–1830
11. Karl Wilhelm Friedrich Hesse, 1832–1836
12. Johann Friedrich Lüdicke, 1836–1842
13. Bernhard Eduard Wetzel, 1842–1871
14. Julius Arnold Seelmann, genannt Eggebert, 1868–1892
15. Hermann Ludwig Albert Ristow, 1892–1913
16. Paul Meyer, 1914–1945

## Schule
Die zweiklassige Volksschule war 1932 neu gebaut und brannte in den letzten Kriegstagen aus. Das frühere Schulgebäude wurde Gastwirtschaft. Die Schülerzahl lag zwischen 30 und 40. Letzter Schulleiter war Frietz Dietrich.

## Söhne und Töchter des Ortes
- Franz Friedrich von Puttkamer (1735–1823), preußischer Generalmajor

## Verkehr
Die Ortschaft   liegt  an der Fernverkehrsstraße 6, zugleich Europastraße 28, Stettin - Danzig. Die Bahnstrecke Stargard–Danzig durchfährt den nördlichen Gemeindeteil. Nächste Bahnstationen sind Karwice (Karwitz) und Sławno.  